# Lander Loockx
Lander Loockx (Leuven, 25 april 1997) is een Belgisch veldrijder en wielrenner.

## Carrière
In 2015 werd Loockx derde op het Belgisch kampioenschap veldrijden voor junioren, dat jaar mocht hij ook deelnemen aan het wereldkampioenschap waar hij als drieëntwintigste finishten bij de junioren. De eerste UCI cross die Loockx bij de Elite won was die van Stadl-Paura in 2018. Tijdens het Belgisch kampioenschap voor beloften in 2019 werd hij tweede. Loockx heeft anno 2025 nog niet deelgenomen aan een internationaal kampioenschap voor eliterenners.
Sinds het veldritseizoen 2019-2020 komt hij uit voor het UCI Cyclo-cross team: CX Team Deschacht-Group Hens-Maes Containers. Sinds veldritseizoen 2023-2024 rijdt hij voor TDT-Unibet Cycling Team. In dit seizoen behaalde hij verschillende top 10-noteringen, waaronder op het BK. Daarnaast is hij meer in actie gekomen in wegwedstrijden bij de huidige ploeg. Voor deze ploeg reed hij in 2024 zijn eerste World Tour-klassieker, de Amstel Gold Race, welke hij niet uitreed. Op 2 april 2025 won hij zijn eerste profkoers, Parijs-Camembert. Na afloop ontkrachtte Loockx het verhaal dat de winnaar van deze koers zijn gewicht in Camembert wint als prijs. Wel ontving hij enkele stukken kaas.

## Erelijst

### Wegwielrennen
2022
3e etappe Triptyque Ardennais
Eindklassement Triptyque Ardennais
Kampioenschap van het Waasland
Romsée-Stavelot-Romsée
Puntenklassement Kreiz Breizh Elites
2023
Proloog Ronde van Opper-Oostenrijk
Puntenklassement Province Cycling Tour
2025
Bergklassement Ronde van Taiwan
Parijs-Camembert

#### Resultaten in voornaamste wedstrijden
|      | \| Jaar \| Amstel Gold Race \| \| ---- \| ---------------- \| \| 2024 \| opgave \| \| 2025 \| 47e \| |
| Jaar | Amstel Gold Race                                                                                     |
| 2024 | opgave                                                                                               |
| 2025 | 47e                                                                                                  |

### Veldrijden
Overwinningen
| Seizoen   | Wereldbeker | Superprestige | DVV Trofee | WK    | EK    | BK    | Overige                        | Totaal aantal zeges |
| Elite     | Elite       | Elite         | Elite      | Elite | Elite | Elite | Elite                          | Elite               |
| --------- | ----------- | ------------- | ---------- | ----- | ----- | ----- | ------------------------------ | ------------------- |
| 2018-2019 |             |               |            | NVT   | NVT   | NVT   | Stadl-Paura                    | 1                   |
| 2019-2020 |             |               |            | DNS   | DNS   | 19e   | Iowa, Trnava                   | 2                   |
| 2020-2021 |             |               |            | DNS   | DNS   | 11e   | Holé Vrchy, Trnava, Podbrezova | 3                   |
| 2021-2022 |             |               |            | DNS   | DNS   | 17e   | Podbrezova, Laudio             | 2                   |
| 2022-2023 |             |               |            | DNS   | DNS   | 11e   | Fayetteville                   | 1                   |
| 2023-2024 |             |               |            | DNS   | DNS   | 10e   | Düsseldorf, Auxerre            | 2                   |
| 2024-2025 |             |               |            |       |       |       | Steinmaur, Pétange             | 2                   |
| Totaal    | 0           | 0             | 0          | 0     | 0     | 0     | 13                             | 13                  |

Resultatentabel
| Seizoen   | Aantal zeges      | Regenboogtrui | Europese kampioenentrui | Belgische kampioenstrui | WB  | SP  | X²O | UCI |
| --------- | ----------------- | ------------- | ----------------------- | ----------------------- | --- | --- | --- | --- |
| 2019–2020 | 2 overwinning(en) | DNS           | DNS                     | 19e                     | 30e | -   | 41e | 45e |
| 2020–2021 | 3 overwinning(en) | DNS           | DNS                     | 11e                     | -   | 32e | 24e | 35e |
| 2021–2022 | 2 overwinning(en) | DNS           | DNS                     | 17e                     | 41e | -   | 16e | 40e |
| 2022–2023 | 1 overwinning(en) | DNS           | DNS                     | 11e                     | 27e | 21e | 7e  | 31e |
| 2023–2024 | 2 overwinning(en) | DNS           | DNS                     | 10e                     | 29e | 13e | 39e | 43e |
| Totaal    | 9 overwinningen   | 0             | 0                       | 0                       | 0   | 0   | 0   | 0   |

## Ploegen
- 2023 –  TDT-Unibet (vanaf 1/10)[5]
- 2024 –  TDT-Unibet
- 2025 –  Unibet Tietema Rockets

Tietema · Bloem · Budding · de Vries · Inkelaar · Toussaint · Bomboi · Bouts · Loockx (vanaf 1/10) · Stockman · Vandevelde · Kopecký · Tanfield
Bloem · Bomboi · Bouts · Budding · Christophersen · de Vries · Geleijn · Huens · Huyet · Inkelaar · Johannink · Kopecký · Kyffin · Loockx · Maire · Nielsen · Paige · Pedersen · Stockman · Stokbro · Ťoupalík
Bloem · Bomboi · Budding · Carboni · Christophersen · de Vries · Eiking · Geleijn · Huens · Huyet · Inkelaar · Johannink · Kopecký · Kubiš · Kyffin · Loockx · Maire · Meris · Mouris · Nielsen · Paige · Stockman · Stokbro · Ťoupalík · Verschuren

Bronnen, noten en/of referenties
1. 
2. 
3. 
4. 
5. 

- (en)  Profiel van Lander Loockx op ProCyclingStats
- (en)  Profiel van Lander Loockx op Firstcycling.com
- (en)  Profiel van Lander Loockx op de website van de UCI
- Profiel van Lander Loockx op De wielersite
- (nl)  Profiel van Lander Loockx op Cyclocross24
- Profiel Lander Loockx, sportuitslagen.org
- VANDEWEYER Erik, Man-in-vorm Lander Loockx moet puzzelen met agenda: “Lockdown in de cross roept vragen op”, Het Laatste Nieuws, 23 december 2021